# Ontario (New York)
Ontario est une ville du comté de Wayne, dans l'État de New York, aux États-Unis,. En 2010, elle compte une population de 10 136 habitants.

## Démographie
Lors du recensement de 2010, la ville comptait une population de 10 136 habitants, tandis qu'en 2016, elle est estimée à 10 064 habitants.